# Görsdorf (Dahmetal)
Görsdorf è una frazione del comune tedesco di Dahmetal, nel Land del Brandeburgo.

## Storia
Il 31 dicembre 2001 il comune di Görsdorf venne soppresso e fuso con i comuni di Prensdorf e Wildau-Wentdorf, formando il nuovo comune di Dahmetal.

## Geografia antropica
Alla frazione di Görsdorf appartengono le località di Liebsdorf e Liedekahle.